# Sam Paulescu
Pour les articles homonymes, voir Paulescu.
 (février 2020).
(en) Statistiques sur pro-football-reference
Sam Paulescu, né le 18 avril 1984 à Fullerton en Californie, est un joueur de football américain évoluant au poste de punter.